# Bad Religion (EP)
Bad Religion è il primo EP pubblicato dalla punk band Bad Religion nel 1981 per la Epitaph Records, casa appena fondata dal chitarrista Brett Gurewitz.

## Tracce
1. Bad Religion – 1:49
2. Politics – 1:21
3. Sensory Overload – 1:31
4. Slave – 1:20
5. Drastic Actions – 2:36
6. World War III – 0:54

## Formazione
- Greg Graffin – voce
- Brett Gurewitz – chitarra
- Jay Bentley – basso
- Jay Ziskrout – batteria